# Большой Кушум (река)
Большой Кушум, в верхнем течении Кушум — река в Заволжье, левый приток реки Большой Иргиз.
Река протекает по Ершовскому и Балаковскому району Саратовской области. Длина реки — 107 км, площадь водосборного бассейна — 1800 км².
Река берёт начало на севере Ершовского района у села Южный в Кушумском овраге. Впадает в Большой Иргиз у села Большой Кушум. В нижнем течении русло реки очень извилисто. В излучинах небольшие участки пойменного леса.
На берегу расположен известный бальнеологический курорт «Чапаевский» (ранее называвшийся Столыпинские минеральные воды).
Основные притоки: правый — Пеньков Дол, левые — Полуденка, Миусс.

## Данные водного реестра
По данным государственного водного реестра России относится к Нижневолжскому бассейновому округу, водохозяйственный участок реки — Большой Иргиз от Сулакского гидроузла и до устья. Речной бассейн реки — Волга от верхнего Куйбышевского водохранилища до впадения в Каспий.
Код объекта в государственном водном реестре — 11010001712112100010143.